# Contio
Contio (meervoud contiones) heette in het oude Rome de informatieve (volksvergadering) waarin niet werd gestemd en geen besluiten werden genomen. 
In tegenstelling tot de comitia was het volk in de contiones niet gegroepeerd in curiae, centuriae of tribus. De contio werd door een daartoe gemachtigd magistraat of priester bijeengeroepen, om het volk officieel te informeren, bepaalde mededelingen te doen en het de gelegenheid te bieden over bepaalde wetsvoorstellen of ontwikkelingen te debatteren. Een contio ging gewoonlijk elke comitia vooraf, maar kon ook los daarvan samenkomen bij vele openbare aangelegenheden van politieke of religieuze aard. 
Ook de krijgsraad van een leger te velde werd contio genoemd.